# Frank Fröhlich
Frank Fröhlich (* 29. März 1964 in Frankfurt (Oder)) ist ein deutscher Akustik-Gitarrist, Komponist und Verleger.

## Leben
Frank Fröhlich absolvierte zunächst eine Ausbildung zum Koch, studierte von 1985 bis 1988 Kulturmanagement in Meißen und leitete danach als Programmchef den legendären Club „Scheune“ in Dresden.
Parallel zum Studium absolvierte er eine sechsjährige Gitarrenausbildung bei Wolfgang Kühn in Radebeul und begann 1989 eine Konzertkarriere, die ihn mit vielen wichtigen Jazzmusikern zusammenbrachte: unter anderem Volker Schlott (Saxophon), Joe Sachse (Gitarre), Katrin May (Flöte), Michael Henkel (Piano), Andreas Böttcher (Vibraphon). „Frank Fröhlich“, schrieb das Dresdner Kulturmagazin SAX im Mai 1999, „hat es sich zwischen allen Stühlen bequem gemacht. Sein Spiel ist ständiges Grenzgängertum durch Klassik, Jazz und Folk“. Und der Kölner Stadtanzeiger schrieb: „Eine Entdeckung: Frank Fröhlich. Er heißt nicht nur so, er ist es auch und er macht auch fröhlich: Mit seinem Spiel auf der Gitarre, seinen Kompositionen und seinen Hörbüchern.“ Seit 1993 gibt Fröhlich in verschiedenen Besetzungen jährlich circa 100 Konzerte in Deutschland, der Schweiz, Österreich, England, Polen und Namibia.
Weiteres wichtiges Betätigungsfeld Fröhlichs ist die Zusammenarbeit mit Schauspielern wie Rolf Hoppe, Otto Mellies, Eva Mattes, Gunter Schoß, Gunther Emmerlich, Andreas und Petra Schmidt-Schaller und Schriftstellern wie Peter Härtling, Kerstin Hensel und Walter Kempowski, die Fröhlich unter anderem bei Lesungen musikalisch begleitet.
Neben seiner Konzerttätigkeit in diversen Besetzungen komponierte Fröhlich Filmmusik zu Stummfilmen von Buster Keaton und Musik für Hörbücher, die er im Selbstverlag (Goldmund-Hörbücher) verlegt.

## Preise und Auszeichnungen
- 1999: Preisträger des Kompositions-Wettbewerbes „Open Strings“
- Literaturpreis Kammweg 2009 für das Hörbuch „Im Spinnhaus“ mit Kerstin Hensel

## Diskografie (Auswahl)
- Das Ei des Kolumbus, Gitarre solo (Acoustic Music Records, 1999)
- Überfahrt mit Michael Henkel, p (Acoustic Music Records, 2000)
- Feuerwache 5 mit Andreas Böttcher, vib (born music, 2004)
- Familienalbum, u. a. mit Volker Schlott sax und Tom Götze b (Goldmund, 2006)
- Liebeserklärung, Gitarre Solo (Goldmund, 2006)
- Das alte Weimar: Ein literarisch-musikalischer Streifzug durch Weimar von Goethe bis Herder, mit Andreas und Petra Schmidt-Schaller (Goldmund Hörbücher, 2007)
- Die Gitarre kann alles! Man muss sie nur lassen... Gitarre solo (Goldmund, 2013)
- Aus gutem Holze Gitarrenhörbuch, (Goldmund 2017)
- Ich bin so knallvergnügt erwacht  Ein Ringelnatz–Hörvergnügen mit Rolf Becker, Goldmund Hörbücher 2019, CD 191910, LC 09506, ISBN 978-3-939669-31-9.